# كريبرازين
كريبرازين (بالإنجليزية: Cariprazine)‏ هو دواء يُستعمل في علاج:
- اضطراب ثنائي القطب النوع الأول (منذ 17 سبتمبر 2015)[8]
- فصام (منذ 17 سبتمبر 2015)[8]

## دوره
يلعب هذا الدواء دورًا في علاج الأمراض كونه:
- محفز للدوبامين
- مضادات الذهان